# 傑佛遜·戴維斯
傑佛遜·戴維斯（1808年6月3日—1889年12月6日），美國陸軍軍官、政治人物，曾在美國內戰期間擔任唯一一任美利堅聯盟國總統。
戴維斯於內戰之前歷事密西西比州議會、合眾國眾議院及參議院。他於美墨戰爭中以軍事志願團上校的身份領軍作戰，其後於富兰克林·皮尔斯總統在任期間加入內閣，擔任美國戰爭部長。

## 早期經歷
戴維斯出生於肯塔基州克里斯琴郡中的一個農場中，鄰近與托德郡的郡界。其出生地現為州立傑佛遜戴維斯歷史古蹟（Jefferson Davis State Historic Site）。
戴維斯為山繆·艾摩瑞·戴維斯（Samuel Emory Davis）與其妻珍（Jane）所生十個子女中排名最末者。其家族於美國歷史中源遠流長。戴維斯的祖父自威爾斯移民美國，曾居住於維吉尼亞州與馬里蘭州，擔任公職人員。其父與其叔伯於美國獨立戰爭中曾加入大陸軍，與喬治亞州騎兵作戰，並於薩瓦那之圍時擔任步兵軍官。其兄長亦曾入伍服役。於1812年戰爭中，他有三名哥哥與英軍作戰，其中兩名為隸屬安德魯·傑克森麾下，因於紐奧良之役中作戰英勇而獲傑克森本人表揚。
戴維斯幼時，全家曾遷移數次。1811年搬至路易西安那州的聖瑪利教区，1812年至密西西比州的威爾金森郡。1813年戴維斯開始與其姐瑪麗一同至離家一哩，一間木屋中的學校上學。兩年後，戴維斯入學位於聖羅斯大教區（St. Rose Priory）的聖湯瑪斯阿肯納斯天主教學校，該校由肯塔基州華盛頓郡的多明我會所管理，戴維斯當時為校內唯一新教徒學生。
1818年，戴維斯入學位於密西西比州華盛頓的傑佛遜學院（Jefferson College）。1821年，入學位於肯塔基州勒星頓的特蘭西瓦尼亞大學。1824年，戴維斯進入美國軍事學院（西點軍校），完成四年的軍校生學業，於1828年六月畢業後受任少尉。
戴維斯奉調至美國第一步兵團，駐紮於克勞福特堡（Fort Crawford）。他的第一個任務是於紅杉河（Red Cedar River）沿岸監督伐木以修補並擴充碉堡。過後，於同年重分發至威斯康辛州的溫尼巴構堡（Fort Winnebago）。1831年，他在監造及監管當地黃河邊的鋸木廠時染上肺炎，致須回到克勞福特堡。
戴維斯次年奉調至伊利諾州的加利納，帶兵驅逐印地安人土地上的礦工。其首次作戰任務為黑隼戰爭期間，其後受贊崔利·泰勒上校之命，押送黑隼酋長本人至傑佛遜營（Jefferson Barracks）入獄。據傳黑隼酋長因途中受寬待而喜歡戴維斯。其間另一個任務為阻擋礦工們非法越界進入今為愛荷華州之地。
1833年，戴維斯升任美國第一騎兵團（U.S. 1st Cavalry Regiment）中尉，並擔任團部參謀。1834年，奉調至吉布森堡。差不多這個時候，戴維斯與泰勒上校的16歲女兒莎拉·娜克斯·泰勒（Sarah Knox Taylor）陷入熱戀。由於女方父親並不贊同這一段戀情，戴維斯遂辭職而與泰勒小姐在她阿姨鄰近肯塔基州路易斯維爾的家中結婚。

## 婚姻、農耕與政治
這段婚姻為時短暫，新婚夫婦兩人都染上瘧疾，戴維斯的夫人婚後三月逝於戴維斯姐姐位於路易西安那的住所中。戴維斯幸得康復，遠航至古巴哈瓦那，後至紐約市。1836年，他退隱至密西西比州華倫郡的棘原農場（Brierfield Plantation）。
其後數年生活平靜。戴維斯於棘原監產棉花，並研讀政治學。1843年，他決定學以致用，投身政界。他以民主黨籍的身份參選密西西比州眾議員，於選舉日與競選對手席爾金·史密斯·普蘭提斯（Seargent Smith Prentiss）進行辯論。然而戴維斯的努力並未成功，因而落選。次年，他周遊密西西比州，在1844年美國總統大選中，為詹姆斯·波尔克與喬治·達拉斯助選。
1844年，戴維斯首次獲得政治上的成功，當選美國聯邦眾議員。次年3月4日就職。
他於1845年2月26日與名媛瓦琳娜·豪威爾（Varina Howell）再婚。

## 二次軍職經歷
1846年，美墨戰爭爆發。戴維斯贊同此戰，明白美國有機會取得密蘇里協議界線以南一大片土地。他於當年六月辭去議員職務，組織軍事志願團─密西西比步槍兵─自任上校，於6月21日自紐奧良開拔，航向德州海岸。
同年九月，他參與成功合圍墨西哥的蒙特瑞。1847年2月22日於布耶那維斯達戰役（Battle of Buena Vista）中，因奮勇作戰致腿部中彈。據稱作戰司令贊崔利·泰勒將軍因賞識其勇敢積極，贊道：『先生，我女兒的判斷力要比我的好。』
詹姆斯·波克總統後任命他為陸軍准將，統率民兵旅，但遭拒絕。戴維斯認為，依美國憲法規定，任命軍官的人事權在各州，而非總統。
為表彰其戰功，密西西比州長委任戴維斯遞補傑西·史匹特（Jesse Speight）的聯邦參議員任期。且史密斯森研究中心於1847年12月底委任他為董事。

## 回歸政界
參議院任戴維斯為軍事委員會（Committee on Military Affairs）主席。他於任期屆滿後又由密西西比州議會依當時憲法規定選回同一職位。不到一年後，1851年九月，他又因反對1850年妥協案，從事密西西比州長選舉而辭職。戴維斯以999票之差敗於亨利·史都華·富特（Henry Stuart Foote），未贏得這記政治賭注。
離開公職後，戴維斯繼續從事政治活動。1852年1月，他參與密西西比傑克森舉行的州權會議。在1852年美國總統大選開始數州，他為民主黨候選人富蘭克林·皮爾斯與威廉·金在南部數州助選。
皮爾斯勝選後任命戴維斯為戰爭部長。在其任期中，戴維斯提交國會四份年度報告（每年十二月提交）與一份詳盡的美洲貫洲鐵路提案報告書（1855年2月22日提交）。皮爾斯於1857年即將任滿時未獲民主黨提名，民主黨轉提名詹姆斯·布坎南。戴維斯的職務與皮爾斯的任期同進退，故轉投入參議員選舉，並於1857年3月4日勝選。
他的參議員新任期因一場幾乎使他失去左眼的重病而中斷。名義上的戴維斯議員1858年整個夏天都在緬因州波特蘭靜養。當年7月4日，他在一艘停靠近於麻薩諸塞州波士頓的船上發表反對脫離聯邦份子的演說。他其後又於10月11日在波士頓的凡尼爾大廳敦促保障聯邦之存續，並於不久之後回到參議院任職。
1860年2月2日，聯邦分離主義者於南方的喧囂震天價響。戴維斯提出六項解決方案以凝聚維護州權的相關意見，並穩住自己對該爭議的立場。11月，反對奴隸制度的亞伯拉罕·林肯於贏得總統大選，南卡羅來納州因而宣佈脫離聯邦。
戴維斯雖於政策上反對脫離聯邦，但於1861年1月10日作實質上的支持。當年1月21日，戴維斯宣佈密西西比脫離聯邦，並於發表告別演說後辭去參議員職務。

## 領導聯盟國
戴維斯於辭職後四天，受委任為密西西比部隊少將。1861年2月9日，在阿拉巴馬蒙哥馬利所舉行的制憲會議中提名其為美利堅聯盟國臨時總統，他於2月18日就職。戴維斯於密西西比州議會中曾主張反對脫離聯邦，但在遭多數議員反對後讓步。
他隨即委任成立和平委員會（Peace Commission）以解決與聯邦（美利堅合眾國）的分歧。然而戴維斯並不僅仰望於和平解決，他同時任命P·G·T·博雷加德統率南卡羅萊納州查爾斯頓一帶的聯盟國軍。聯盟國政府於1861年五月遷移至維吉尼亞州里士满市，戴維斯一家人以當地的自宅為美利堅聯盟國官邸（今為聯盟國紀念館（Museum of the Confederacy））。
戴維斯於1861年11月6日獲選為任期六年的美利堅聯盟國總統。他前此未曾任滿任何公職，而在總統一職上最終亦未能例外。戴維斯於1862年2月22日就職，於6月1日任命羅伯特·李將軍指揮北維吉尼亞軍團，即美利堅聯盟國部隊於東線戰場上的主力。同年12月，他至聯盟國西部檢閱聯盟國軍。
1863年8月，戴維斯駁回李將軍於蓋茨堡之役戰敗後提出的辭呈。1864年，由於戰局每況愈下，他巡行喬治亞州以鼓舞士氣。
戴維斯對聯盟國的軍事指揮曾受批評。直到戰爭末期任命陸軍統帥前，此職務基本上由戴維斯親自署理。李將軍於1865年1月31日受命此職，但已為時過晚，李將軍已無從建立或可致勝的全面戰略（Grand strategy）。戴維斯本人須為齊頭平等式地防禦南方每寸土地的戰略負責。此戰略稀釋南方有限的資源，並致使聯盟國在面臨聯邦各軍共同對西線戰場的心臟地帶作戰略性穿刺時，抵禦脆弱。戴維斯還有其他糟糕的戰略選擇，例如，兩次於西線部隊於密西西比河喪師失地的緊要關頭，允許李將軍攻略北方。他在節制與管理戰場諸將上亦有缺失，最引人注意的是他遲遲不肯撤換自己的朋友，不適任的布瑞克斯頓·布瑞格（Braxton Bragg）；在遭受重大挫敗並喪失屬下的信任後，戴維斯將謹慎但幹練的约瑟夫·E·约翰斯顿解職，而換上魯莽的約翰·貝爾·胡德（John Bell Hood），導致亞特蘭大陷敵，最後甚至喪失一整個軍團。
1865年4月3日，尤里西斯·格蘭特麾下的聯邦軍著手攻下里士满前，戴維斯與聯盟國內閣經里士满─丹維爾線鐵路，逃向維吉尼亞的丹維爾市。被圍困的全體行政部門停留在威廉·舒世林（William T. Sutherlin）少校家中。戴維斯於該處最後一次以美利堅聯盟國總統的身份發佈公告。逃向丹維爾市後六天，戴維斯於到達北卡羅來納州的葛林勃洛。4月16日，他在密西西比州的摩利丹市獲得喘息機會，但於5月10日在喬治亞州的欧文维尔與郵政署長約翰·辛尼格·雷根（John Henninger Reagan）以及前德州州長佛蘭西斯·路勃克（Francis R. Lubbock）一同被捕獲。

## 內閣

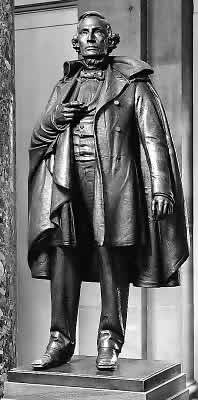
傑佛遜·戴維斯雕像

| 職務     | 姓名              | 任期           |
|          |                   |                |
| 總統     | 傑佛遜·戴維斯     |                |
| 副總統   | 亞歷山大·史蒂芬斯 | 1861年–1865年  |
|          |                   |                |
| 國務卿   | 羅伯特·圖布斯     | 1861年         |
|          | 羅伯特·杭特       | 1861年–1862年  |
|          | 猶大·本傑明       | 1862年–1865年  |
| 財政部長 | 克里斯多佛·梅敏格 | 1861年–1864年  |
|          | 喬治·群荷姆       | 1864年–1865年  |
| 戰爭部長 | 勒羅伊·波普·華克  | 1861年         |
|          | 猶大·本傑明       | 1861年–1862年  |
|          | 喬治·倫道夫       | 1862年         |
|          | 格斯塔伍斯·史密斯 | 1862年（代理） |
|          | 詹姆斯·席登       | 1862年–1865年  |
|          | 约翰·C·布雷肯里奇 | 1865年         |
| 海軍部長 | 史帝芬·馬羅利     | 1861年–1865年  |
| 郵政署長 | 約翰·雷根         | 1861年–1865年  |
| 司法部長 | 猶大·本傑明       | 1861年         |
|          | 湯瑪斯·布瑞格     | 1861年–1862年  |
|          | 湯瑪斯·瓦茲       | 1862年–1864年  |
|          | 喬治·戴維斯       | 1864年–1865年  |

## 入獄與退休
1865年5月19日，戴維斯被監禁於維吉尼亞沿岸的門羅堡的砲台內。砲台內又濕又冷，跟露天沒兩樣，許多人因而相信抓他的人企圖讓他死於獄中。他在23日遭繫上鐐銬，但於26日又在醫師建議下卸除。同年，其旅居于加拿大舍布鲁克市的两个孩子入学了主教学院。
1866年5月，戴維斯被以叛國罪被起訴，但因最高法院首席大法官沙蒙·蔡斯對此存在顧慮而導致審判延宕。戴維斯於牢內將其密西西比的房產售予他之前的一名奴隸——班·蒙哥馬利（Ben Montgomery），蒙哥馬利是個因自營雜貨店而致富的精明生意人、巧匠與發明家。
1867年即他被禁錮的兩年後，包含荷瑞斯·葛雷利與柯內留斯·凡德畢爾特在內的南北美國公民相信他未受公平對待以至投書四起，因而使戴維斯獲得假釋。他出獄後訪問加拿大，並經古巴哈瓦那回到路易西安那的紐奧良。
1868年，他至歐洲旅行；12月，安德魯·約翰遜宣布特赦所有南方的戰時參與者。1869年法庭放棄提訴，同年戴維斯於田納西州的孟斐斯成為卡羅來納壽險公司（Carolina Life Insurance Company）總經理。當李將軍於1870年逝世後，戴維斯於里奇蒙主持追思儀式。
1876年，他推動成立鼓勵美國與南美洲進行貿易的社團。戴維斯於次年訪問英國，1878年回到密西西比州近畢洛克斯的畢沃益爾（Beauvoir）。其後三年，戴維斯撰寫了《聯盟國政府之興衰》一書。於1881年完稿後再度訪問歐洲，其後數年於阿拉巴馬與佐治亚之間旅行。
1889年10月，他完成了《美利堅聯盟國短促的歷史》一書。12月6日，傑佛遜·戴維斯終以81歲之齡逝於路易西安那的紐奧良，其喪禮為南方所舉行過之葬禮中規模最大者。戴維斯葬於里奇蒙的好來塢公墓（Hollywood Cemetery）。

## 纪念

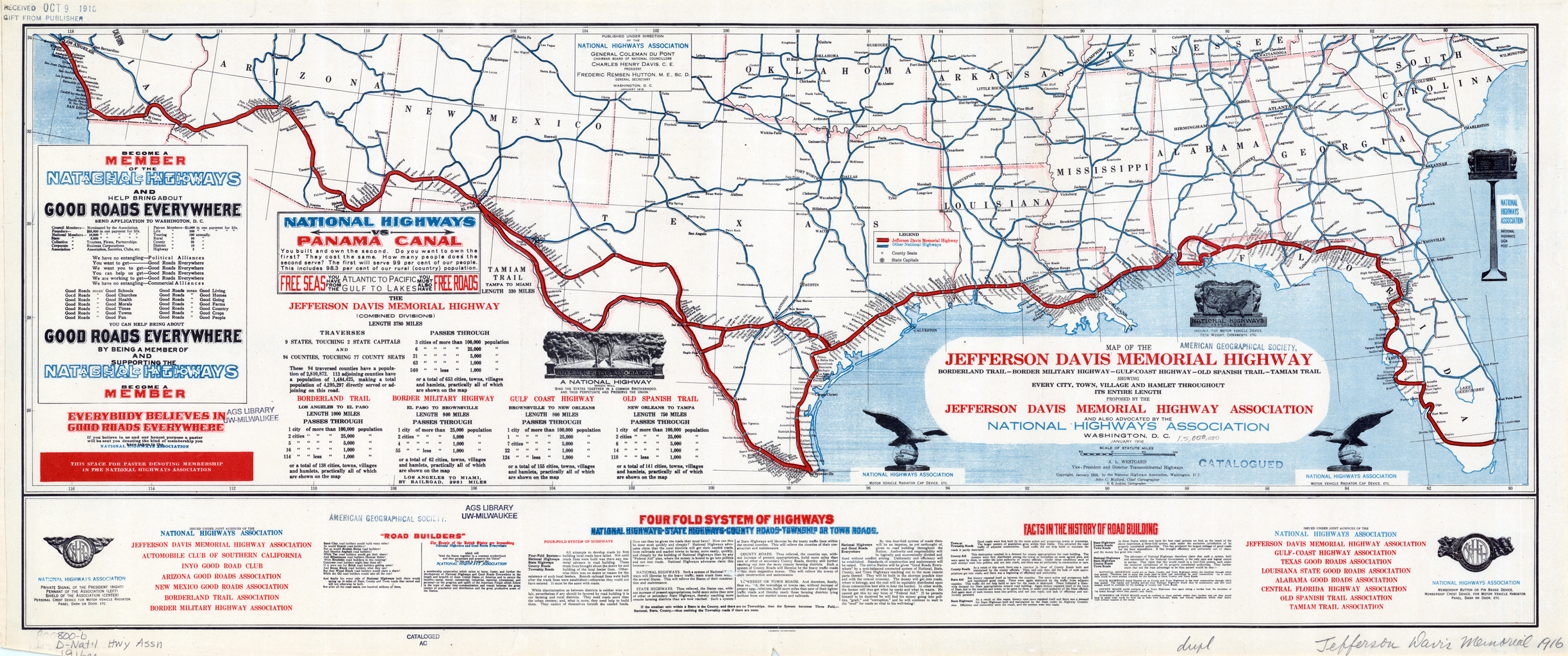
1916年提出的杰弗逊·戴维斯纪念公路地图，但从未实现。

- 位於維吉尼亞州里奇蒙紀念館大道上的傑佛遜·戴維斯紀念館於1907年6月3日揭幕。
- 田納西州孟斐斯的聯盟國主題公園（Confederate Park）樹有傑佛遜·戴維斯像。
- 奧斯丁的德克薩斯大學也樹有戴維斯像。
- 美國憲法第十四修正案第三款禁止任何因服務於聯盟國而違犯保護憲法之誓者任公職。此禁令包含戴維斯在內。1978年，依同一修正案同一條款之授權，國會兩院於戴維斯身後以三分之二多數通過解除對戴維斯的禁令，並獲吉米·卡特總統簽署。此議由密西西比州國會議員特伦特·洛特發起。國會前此曾對李將軍通過類似的提案。
- 阿拉巴馬州於每年6月的第一個星期一慶祝戴維斯誕辰。密西西比州將國定假日國殤日視同戴維斯誕辰紀念日。
- 佛羅里達州以戴維斯之誕辰，6月3日，為法定公眾假日。 （页面存档备份，存于）
- 位於肯塔基州費爾維尤的傑佛遜·戴維斯紀念館大部分為水泥構造，於1917年動工興建，1924年落成。其351英呎之方型尖碑座落於堅實之肯塔基石灰岩上。塔基牆厚七呎，至塔尖封頂處厚度漸減為二呎。
- 喬治亞州的菲茨杰拉德立有戴維斯之半身像。
- 喬治亞州的石山上有戴維斯的巨幅雕像。
- 1913年，一条穿过美国南部的公路命名为杰斐逊戴维斯公路。迄今阿拉巴马州和其他州的部分高速公路路线仍以杰斐逊·戴维斯的名字命名。然而，弗吉尼亚州境内路段已改名。
- 杰斐逊戴维斯总统图书馆暨博物馆：作为戴维斯生前最后的住所，多年来，一直是同盟退伍军人之家。房子和图书馆在2005年被卡特里娜飓风损坏；于2008年重新开放。
- 受2020年Black Lives Matter黑人运动影响，为响应活动人士为拆除此类雕像和纪念碑而进行的游说，一些雕像因他对奴隶制的支持以及对联盟国的支持而拆除。

## 瑣事
- 內戰中，有三匹名駒名「傑夫·戴維斯」，李將軍的旅行者初生時曾命以此名；約翰·貝爾·胡德的主要座騎亦用此名；格蘭特亦用以命名其後備座騎之一。
- 1858型軍帽（Model 1858 Army hat），又稱哈迪帽（英语：Hardee hat）（Hardee），為內戰中美國陸軍應徵入伍士官兵所用之頭盔。此帽有時被稱為「傑夫·戴維斯帽」，可能是因為此型軍帽始於1855年見用，傑佛遜·戴維斯時任戰爭部長。

## 脚注

### 引用
1. ↑  . Library of Congress, Washington, D.C. 20540 USA.   [2022-08-19].

## 书目

### 主要資料來源
- Jefferson Davis. Jefferson Davis: The Essential Writings ed. by William J. Cooper（2003）
- Dunbar Rowland, ed., Jefferson Davis: Constitutionalist; His Letters, Papers, and Speeches (10 vols., 1923).
- The Papers of Jefferson Davis (1971- ), edited by Haskell M. Monroe, Jr., James T. McIntosh, and Lynda L. Crist; latest is vol. 11 (2004) to May 1865
- Jefferson Davis. The Rise and Fall of the Confederate Government（1881; numerous reprints）

### 次要資料來源
- Allen, Felicity. Jefferson Davis: Unconquerable Heart（1999）
- Ballard, Michael.  Long Shadow: Jefferson Davis and the Final Days of the Confederacy（1986）
- William J. Cooper. Jefferson Davis, American (2000)
- William C. Davis, Jefferson Davis: The Man and His Hour (1991).
- William E Dodd. Jefferson Davis（1907）
- Clement Eaton, Jefferson Davis (1977).
- Paul D. Escott, After Secession: Jefferson Davis and the Failure of Confederate Nationalism (1978).
- Hudson Strode, Jefferson Davis（3 vols., 1955-1964）
- Emory M. Thomas, The Confederate Nation, 1861-1865（1979）

## 外部連結
- Jefferson Davis的作品  - 古騰堡計劃
- Speeches of the Hon. Jefferson Davis, of Mississippi; delivered during the summer of 1858 - 古腾堡计划
- 賴斯大學所收藏之傑佛遜·戴維斯著作 （页面存档备份，存于）
- 傑佛遜·戴維斯生平 （页面存档备份，存于）
- 公共領域1911 Encyclopædia Britannica的傳記
- 傑佛遜·戴維斯長眠之所
- 杰弗逊·戴维斯纪念公路地图 （页面存档备份，存于）

| 官衔                          | 官衔                           | 官衔                          |
| ----------------------------- | ------------------------------ | ----------------------------- |
| 前任者： 查爾斯·米蓋爾·康拉德 | 美國戰爭部長 1853年─1857年     | 繼任者： 約翰·布坎南·佛洛伊德 |
| 新頭銜                        | 美利堅聯盟國總統 1861年─1865年 | 辦公室被取消                  |